# Margene Adkins
Margene Adkins (* 30. April 1947 in Fort Worth, Texas, USA) ist ein ehemaliger US-amerikanischer American-Football- und Canadian-Football-Spieler. Er spielte als Wide Receiver in der National Football League (NFL) unter anderem bei den Dallas Cowboys.

## Spielerlaufbahn
Margene Adkins spielte bereits auf der Highschool Football. Nach seinem Wechsel an das Henderson County Junior College spielte er dort für die Cardinals College Football. Die professionelle Spielerkarriere begann für Adkins in der CFL. Er unterschrieb einen Vertrag bei den Ottawa Rough Riders. Er spielte für das Team aus Ottawa als Wide Receiver. In den Jahren 1968 und 1969 konnte er mit seiner Mannschaft den Grey Cup gewinnen. Seine sportlichen Leistungen machten die Scouts der NFL auf ihn aufmerksam. Im Jahr 1970 zogen ihn die von Tom Landry betreuten Dallas Cowboys in der zweiten Runde an 47. Stelle der NFL Draft.
In seinem ersten Spieljahr 1970 konnte Adkins aufgrund einer Verletzung lediglich fünf Spiele bestreiten. Es gelang den Cowboys in diesem Jahr ihren ersten Meistertitel in der NFC gewinnen. Nachdem die Mannschaft in der Regular Season zehn von 14 Spielen gewinnen konnte, zog das Team aus Dallas in die Play-offs ein, wo man zunächst die Detroit Lions mit 5:0 besiegen konnte. Im folgenden NFC Championship Game gegen die San Francisco 49ers setzten sich die Cowboys mit 17:10 durch. Im Super Bowl V mussten sich die Cowboys den Baltimore Colts mit 16:13 geschlagen geben.
Auch im folgenden Spieljahr 1971 plagten Adkins Verletzungssorgen. Trotzdem gewann er mit seiner Mannschaft den Super Bowl. Nach elf Siegen aus 14 Spielen zog das Team aus Dallas unter Führung ihrer beiden Quarterbacks Craig Morton und Roger Staubach erneut in die Play-offs ein. Nach einem 14:3-Sieg über die San Francisco 49ers im NFC Championship Game gelang der Einzug in den Super Bowl VI. In diesem Spiel erfolgte ein 24:3-Sieg über die Miami Dolphins.
Margene Adkins wechselte nach dieser Saison zu den New Orleans Saints. Mit einem Raumgewinn von 1020 Yards konnte Adkins mit 43 Kick-off-Returns jeweils eine NFL Jahresbestleistung auf. 1973 wechselte er zu den von Weeb Ewbank betreuten New York Jets. Aufgrund weiterer Verletzungen wurde er im Jahr 1974 von den Jets entlassen. Er schloss sich daraufhin den Chicago Winds, einer Mannschaft aus der World Football League, an. Das Team aus Chicago musste allerdings im Laufe der Saison aufgrund finanzieller Probleme den Spielbetrieb einstellen.

## Nach der Laufbahn
Margene Adkins wurde nach seiner Laufbahn Feuerwehrmann bei Lockheed Martin. Im Jahr 2008 zog er sich bei einer Brandbekämpfung eine Verletzung zu, die im Krankenhaus behandelt werden musste.

## Ehrungen
Margene Adkins wurde im Jahr 1969 in der CFL zum All Star gewählt. Ferner befindet er sich in der Ruhmeshalle seines Colleges.

## Quelle
- Jens Plassmann: NFL – American Football. Das Spiel, die Stars, die Stories (= Rororo 9445 rororo Sport), Rowohlt, Reinbek bei Hamburg 1995, ISBN 3-499-19445-7
- Peter Golenbock: Landry’s Boys: An Oral History of a Team and an Era, Triumph Books, 2005, ISBN 1-61749-954-4
- Brian Jensen, Troy Aikman: Where Have All Our Cowboys Gone, 2005, ISBN 1-4616-3611-6